# Поливода, Александр Михайлович
Александр Михайлович Поливода (род. 31 марта 1987 в Харькове, Украинская ССР) — украинский профессиональный трековый и шоссейный велогонщик.

## Победы
2011
- -й Чемпионат Украины, групповая гонка

2012
- -й Чемпионат Украины, групповая гонка

2013
- Тур озера Цинхай
  - 1-й на этапе 5

2014
- 1-й  Тур Словакии — генеральная классификация
  - 1-й на этапе 2
- Тур озера Цинхай
  - 1-й на этапе 1

2015
- 1-й  Тур Мерсина — генеральная классификация
  - 1-й на этапе 1
- 1-й  Пять колец Москвы — генеральная классификация
  - 1-й на этапе 3
- Тур озера Цинхай
  - 1-й на этапе 3
- 1-й Race Horizon Park Maidan
- 1-й Гран-при Одессы

2016
- 1-й  Шлакем Гродов Пястовских — генеральная классификация
  - 1-й на этапе 1
- 1-й  Чемпионат Украины, групповая гонка